# Cachoeira dos Guedes
Cachoeira dos Guedes é um distrito da cidade de Guarabira, no estado brasileiro da Paraíba. Situa-se na margem direita do rio Araçaji, um dos afluentes do Mamanguape e tem na agricultura, pecuária e produção de cerâmica sua principal economia. O distrito recebeu essa denominação por se localizar nos terrenos da antiga “Fazenda Cachoeira”, pertencente à família Guedes. A povoação situa-se a um quilômetro da PB-073, que liga João Pessoa a Guarabira.

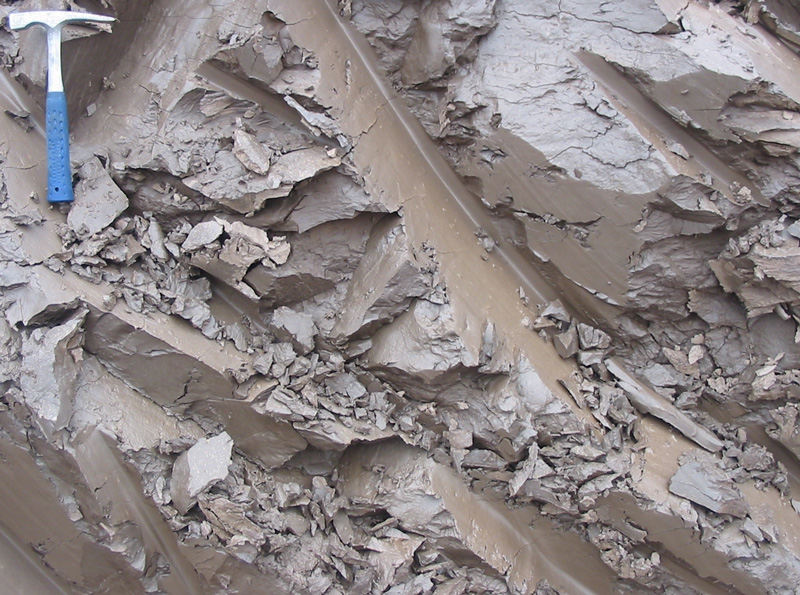
A argila é uma das riquezas naturais do distrito, cuja economia se assenta na produção de cerâmica.

O tipo de trabalho em cerâmica aplicado no distrito tem forte influência da região de Caruaru, Pernambuco, pois tal atividade chegou à Cachoeira na década de 50, com a vinda da família Caetano daquela cidade pernambucana. A partir daí o distrito começou a produzir telhas, potes, filtros, jarros, manilhas, etc.
Com a extinção, em 1997, da linha de trens da RFFSA que ligava a Paraíba ao Rio Grande do Norte, a estação de trem “Antônio Guedes”, tombada pelo Iphaep em 2012, por sua importância histórica, caiu no ostracismo e está em ruínas.